# Alimosho
Alimosho es una de las 20 áreas de gobierno locales en el Estado de Lagos, Nigeria.